# جائزة روبرت لأفضل ممثل في دور رئيسي
جائزة روبرت لأفضل ممثل في دور رئيسي (بالدنماركية: Robert for årets mandlige hovedrolle)‏ هي جائزة للأفلام في الدنمارك وهي إحدى فئات جائزة روبرت. تمنح لأفضل ممثل رئيسي في فيلم دنماركي. منحت للمرة الأولى في سنة 1983. من الفائزين بها لارس ميكلسن (2009)، مادس ميكلسن (2004)، اولريش تومسن (2003)، اولريش تومسن (1998) وينس البينوس (2002).